# Glaphyristis
Glaphyristis é um gênero de traça pertencente à família Cosmopterigidae.